# Srđan Hofman
Srđan Hofman (Beograd, 1944 — Beograd, 2021) bio je srpski kompozitor savremene klasične muzike i profesor emeritus na Katedri za kompoziciju Fakulteta muzičke umetnosti u Beogradu i Interdisciplinarnim studijama Univerziteta umetnosti u Beogradu.

## Biografija
Srđan Hofman je diplomirao kompoziciju 1968. godine na Muzičkoj akademiji u Beogradu  u klasi Stanojla Rajičića, a potom u istoj klasi i magistrirao 1972. godine. Usavršavao se 1974. godine u Darmštatu i 1975. godine u Štutgartu i Kelnu.
Njegov opus čine dela orkestarske i kamerne muzike, kompozicije za vokalne i instrumentalne ansamble, solističke komade, horska i elektroakustička dela. Kompozicije su mu izvođene i na vodećim muzičkim festivalima u zemlji i inostranstvu. Međunarodnoj tribini kompozitora, BEMUS-u, Zagrebačkom bijenalu, Ohridskom letu, Internacionalnom takmičenju elektroakustičkih kompozicija u Buržu, Svetskim danima muzike u Nemačkoj, Švedskoj i Rumuniji.
Hofman je dobitnik brojnih nagrada među kojima treba izdvojiti prvu nagradu na Trećoj međunarodnoj tribini kompozitora 1994. godine, prvu nagradu na Četvrtoj međunarodnoj tribini kompozitora 1995. godine, nagradu Stevan Mokranjac, nagradu Udruženja kompozitora Srbije i Veliku plaketu Univerziteta umetnosti u Beogradu.
Hofman je bio sekretar srpske sekcije Internacionalnog društva za savremenu muziku, jedan od osnivača Međunarodne tribine kompozitora, dekan Fakulteta muzičke umetnosti i prorektor Univerziteta umetnosti u Beogradu. Objavio je veliki broj tekstova iz oblasti savremene muzike, a autor je i knjige Osobenosti elektronske muzike.

## Najznačajnija dela
- Koncertantna muzika za klavir, 13 gudača i elektroniku
- Makamba, ritual za ženski hor i kamerni orkestar
- Ogledalo, za meco-sopran, violončelo, klavir i kamerni orkestar
- Uzorci, za flautu, klarinet, sampler AKAI 1000 HD i Apple Macintosh Computer
- Šta sam to rekao?, za mešoviti hor
- Kroz kutije zvuka I za klarinet, violinu i klavir
- Elipse Concerto grosso za violu, violončelo i kamerni gudački orkestar[3]